# Warche (plaats)
Warche is een gehucht binnen de deelgemeente Bellevaux-Ligneuville van de Belgische gemeente Malmedy. Hier stroomt de gelijknamige rivier de Warche in de Amblève, op de grens met Stavelot. Dit gebeurt onder de viaduct van Bellevaux van de A27, E42.

Deelgemeenten: Bellevaux-Ligneuville · Bévercé · Malmedy

Overige kernen: Arimont · Baugnez · Bellevaux · Bernister · Boussire · Burnenville · Chevofosse · Chôdes · Cligneval · Difflot · Falize · Floriheid · G'doûmont · Géromont · Gohimont · Hédomont · Lamonriville · Lasnenville · Ligneuville · Longfaye · Macampagne · Mé · Meiz · Mont · Otaimont · Planche · Pont · Préaix · Reculémont · Ronxhy · Warche · Winbomont · Xhoffraix · Xhurdebise

Belgische gemeenten · arrondissement Verviers · provincie Luik · Wallonië